# Androgyne

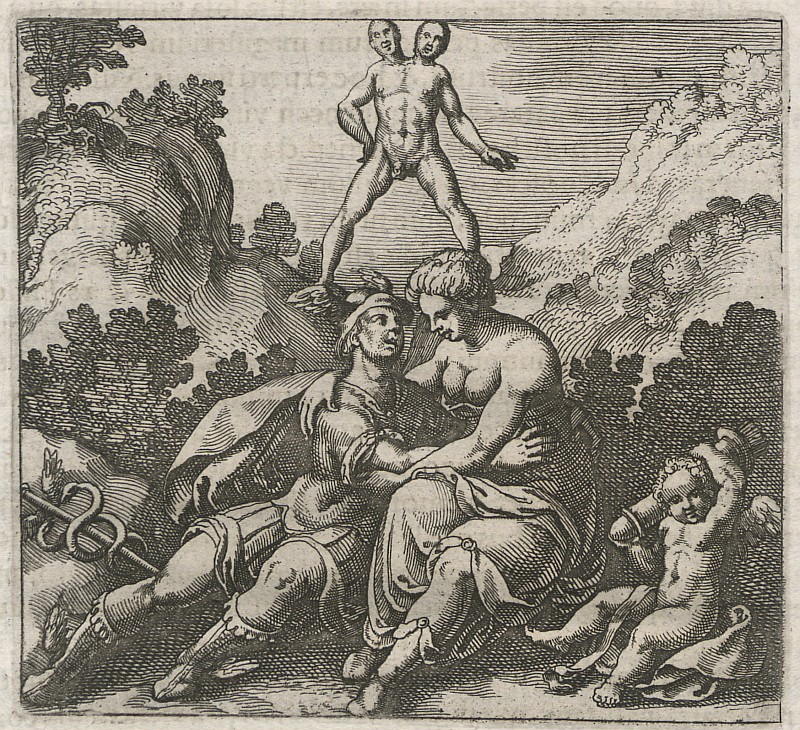
Androgyn

Androgyne – postać dwupłciowego bóstwa, protoplasty rodzaju ludzkiego, występująca w wielu starożytnych mitologiach.